# Sobol asijský
Sobol asijský (Martes zibellina) je lasicovitá šelma řadící se mezi kuny. Vzhledem i velikostí se velmi podobá kuně lesní. Žije v rozlehlých oblastech severní a východní Asie v lesích mírného pásma. Vyznačuje se kvalitní kožešinou, pro niž byl a stále je hojně loven a chován na kožešinových farmách.

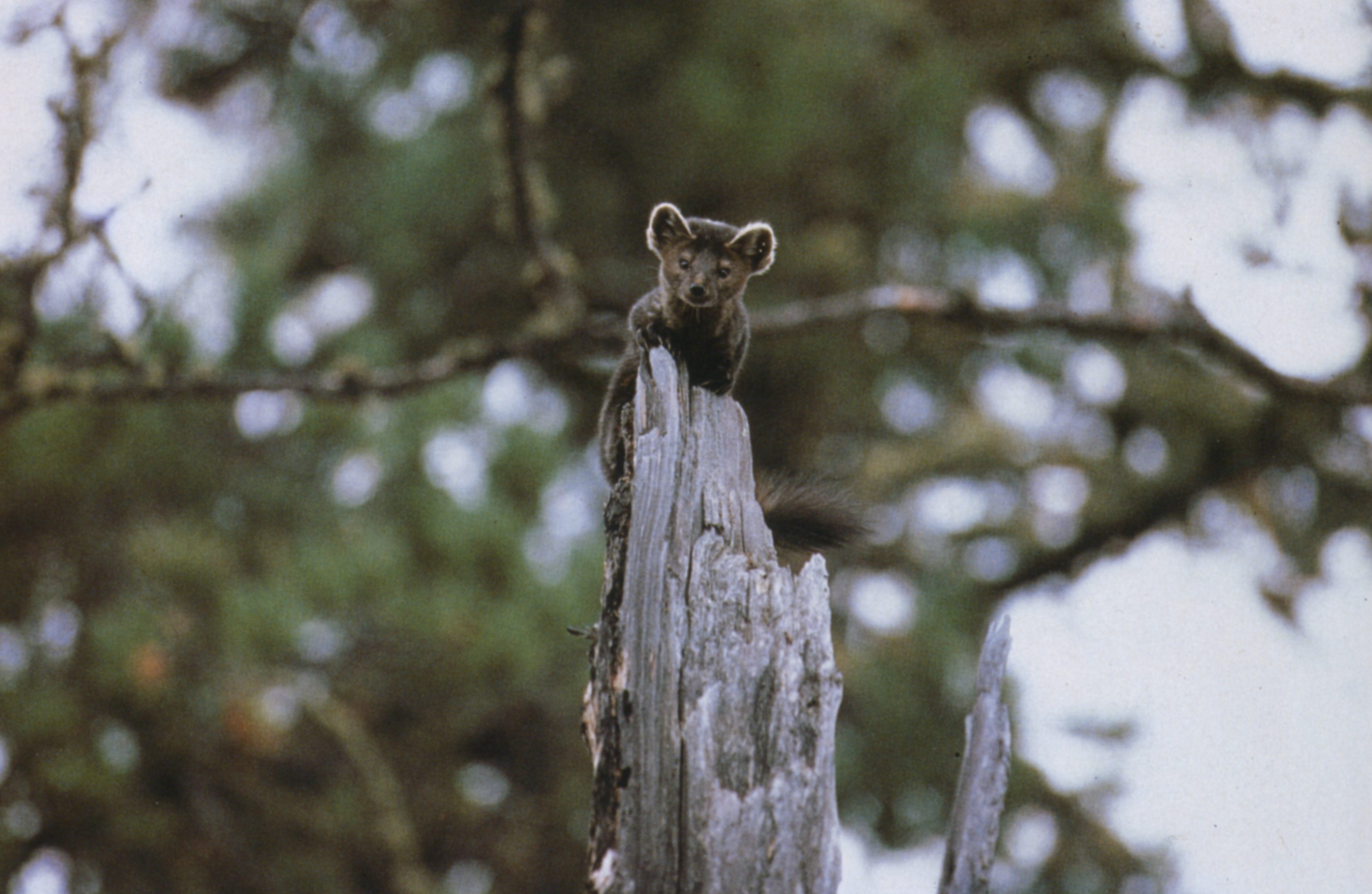
Sobol asijský na stromě

## Popis
- Hmotnost: 0,65–1,85 kg
- Délka těla: 30–53 cm
- Délka ocasu: 11–19 cm[2][3]

Zubů má celkem 38, teplota těla je 39,9 °C (samice), puls osciluje mezi 216 (samci) až 269 (samice) údery za minutu.
Sobol asijský se vzhledově podobá kuně lesní, má však několik odlišností. Má silnější nohy, chlupatější a kratší ocas a hustší srst. Náprsenka je obvykle rozšířená až na hlavu. Srst má barvu hnědožlutou až velmi tmavě hnědou. Samice je poněkud menší než samec.

## Taxonomie, jméno
Sobol asijský je úzce spřízněný s několika dalšími kunovitými šelmami. Jedná se o kunu lesní, kunu skalní, sobola amerického a sobola východního. Sobol východní je někdy veden jako jeho poddruh, nikoliv jako samostatný druh. Do stejného rodu patří i kuna rybářská, charza žlutohrdlá a charza jižní, které jsou ale více odlišné. Sobol asijský se dříve nazýval sobol sibiřský nebo také kuna sobol. Sobol asijský má 2-30 poddruhů, a toto hodně nejisté číslo ukazuje na nutnost revidovat jejich taxonomii.
Ačkoliv jde v binomickém názvosloví o jeden rod - Martes, pojmenování těchto zvířat v národních jazycích je většinou různé. V angličtině se sobol nazývá sable a kuna marten, v ruštině cóболь (sobol) a куница (kunica) a v němčině der Zobel a der Marder.

## Rozšíření, biotop
Sobol asijský je rozšířen především v Rusku (většina Sibiře), severovýchodní Číně, části Mongolska, malé části KLDR, Sachalinu a japonském ostrově Hokkaidó. Dříve žil i v severovýchodní Evropě (evropské Rusko) a Skandinávii, ale zde je zřejmě zcela vyhuben. Jeho oblíbeným biotopem jsou smíšené a jehličnaté lesy. Ačkoliv jde o mrštnou šelmu, která umí výborně šplhat, nepohybuje se po stromech příliš často, raději se zdržuje na zemi.

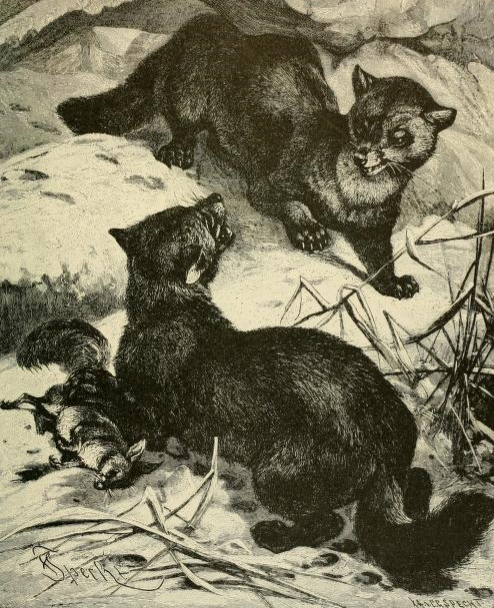
Soboli u zabité veverky – Brehmův život zvířat

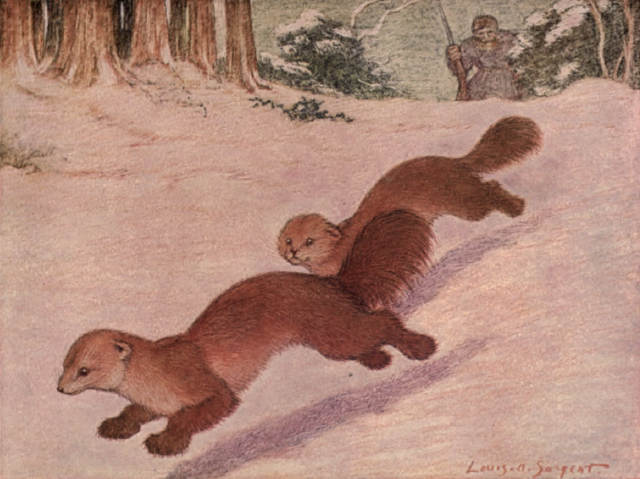
Lov na soboly (1909)

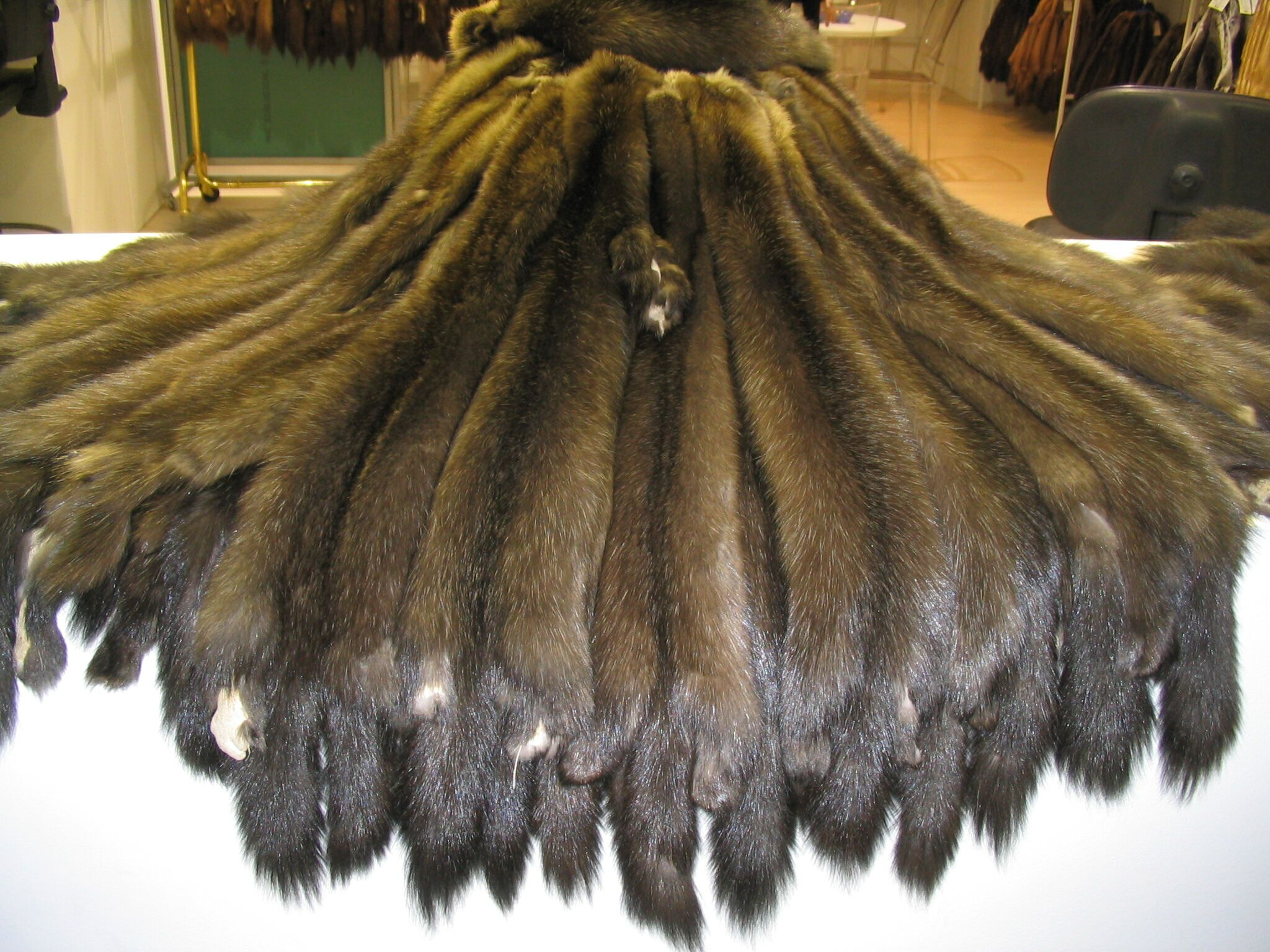
Sobolí kožešiny

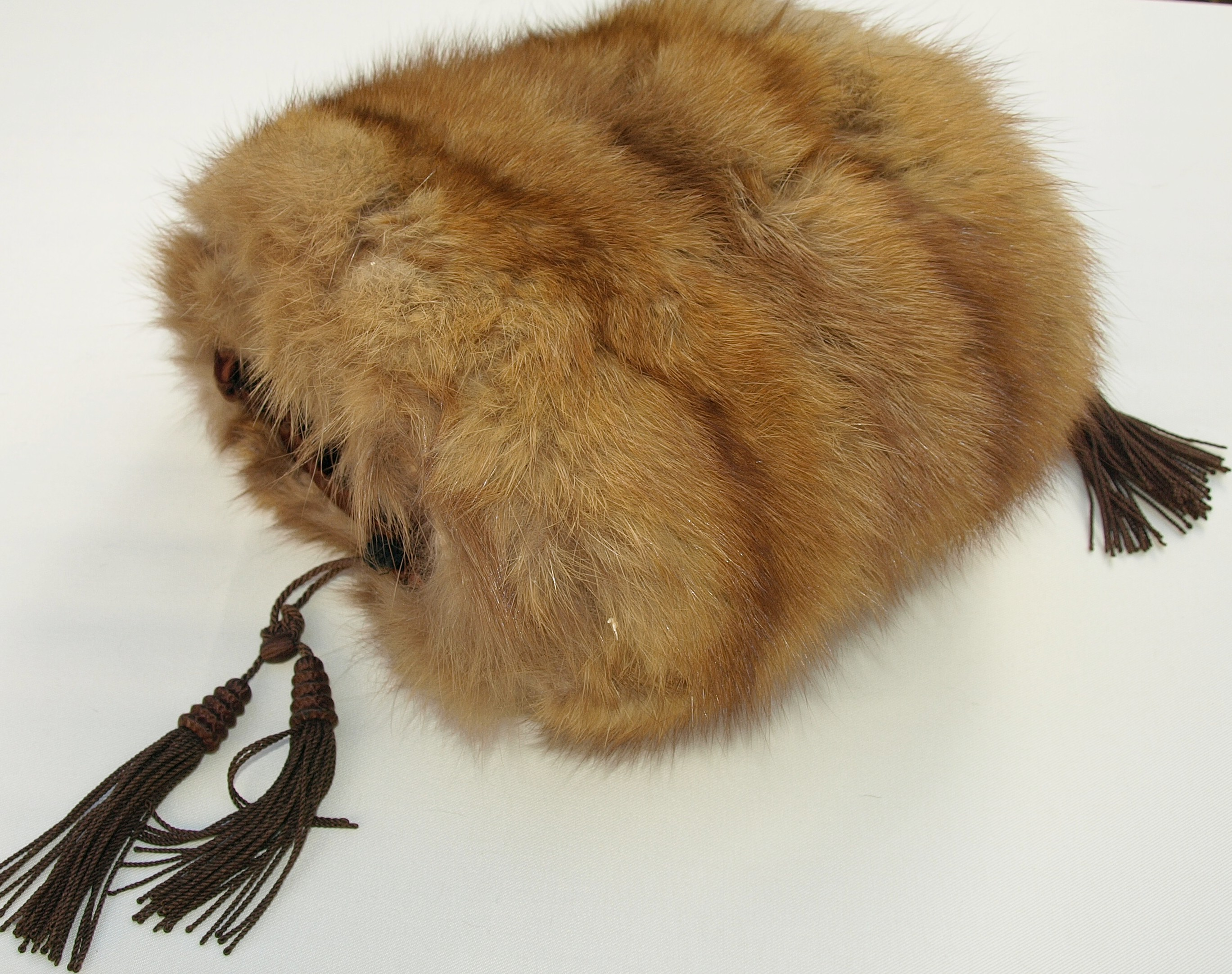
Čepice ze sobolů

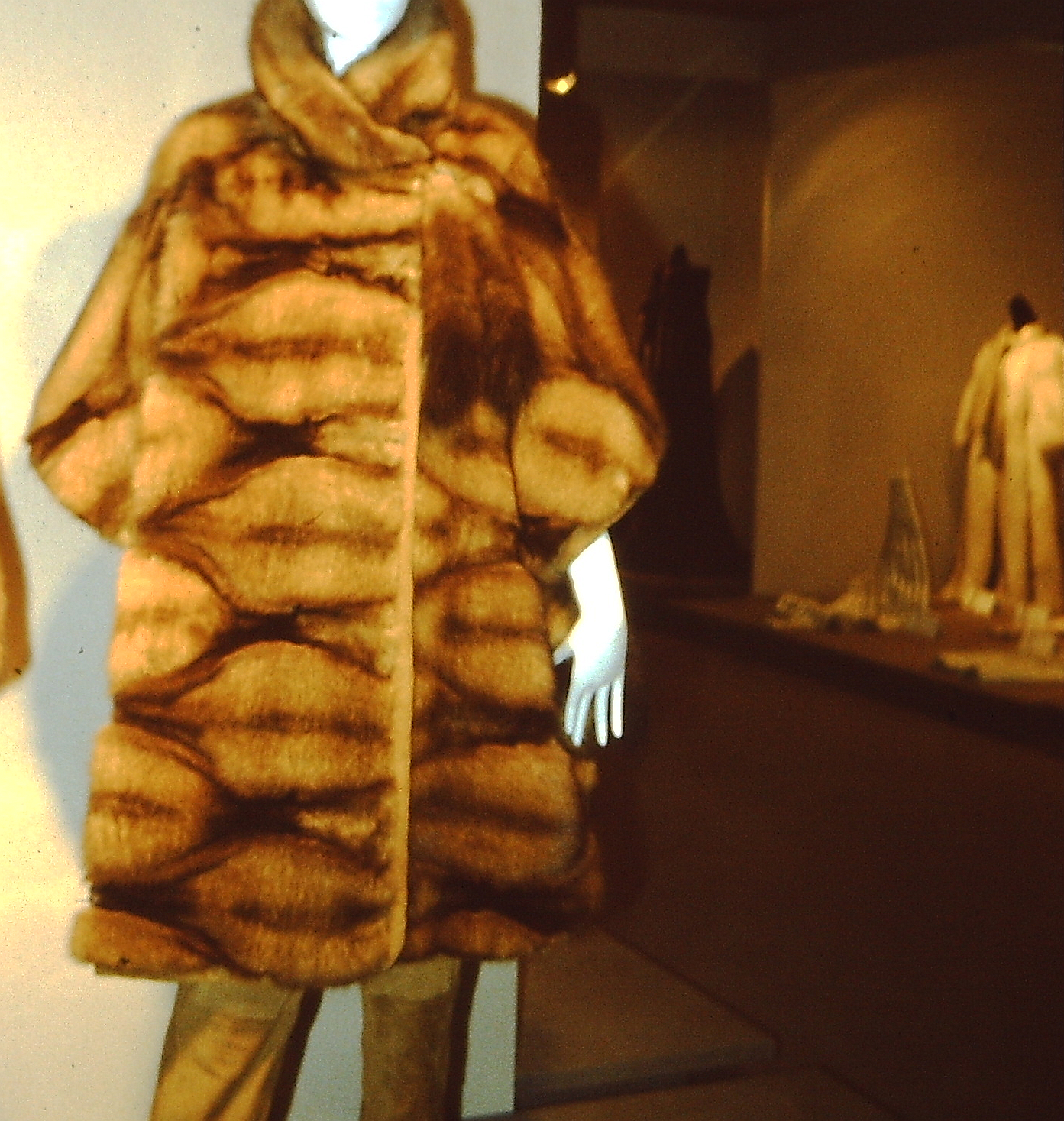
Sobolí kožich

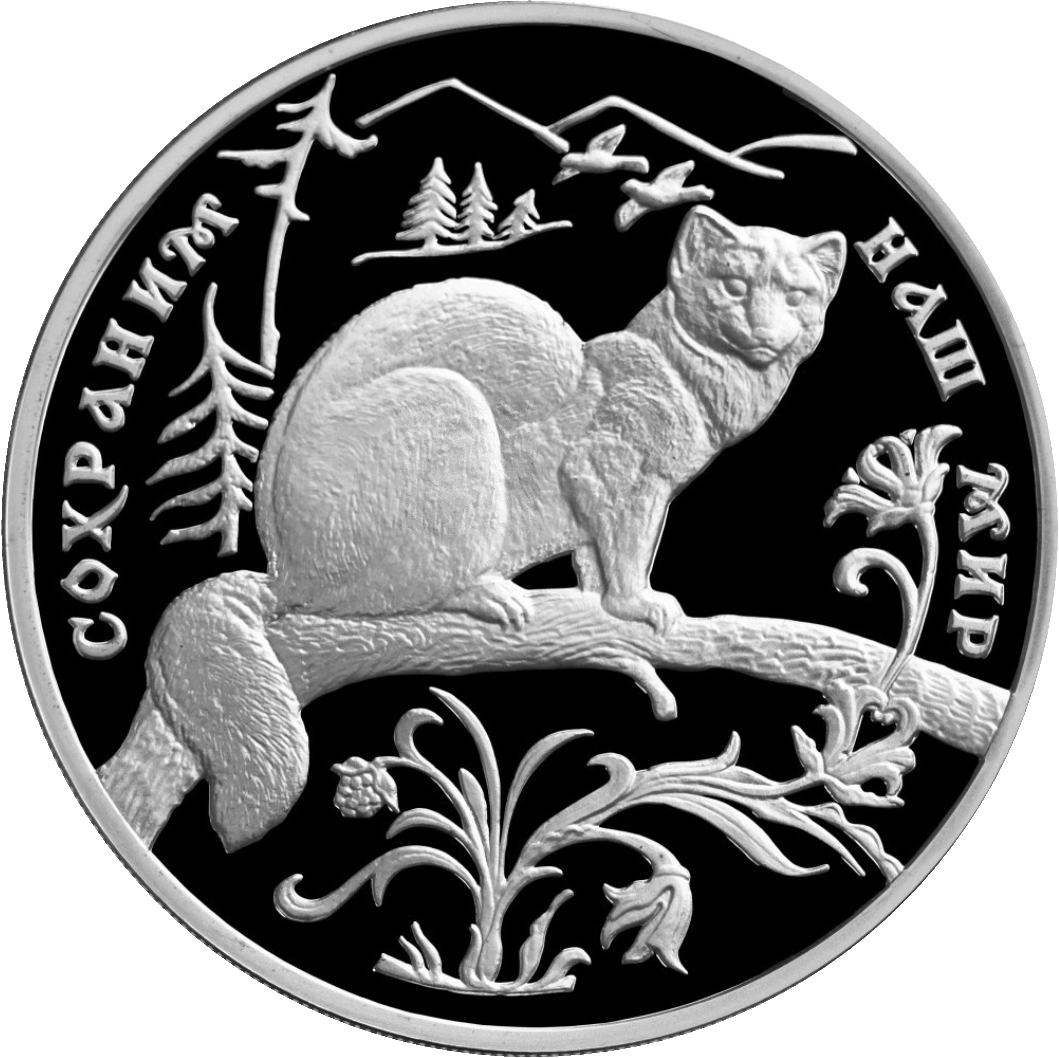
Sobol na pamětním ruském rublu z roku 1994 – "Sochranim naš mir"

Znak Ťumeňské oblasti se dvěma soboly

## Ekologie a chování
Sobol asijský je zvíře aktivní spíše za světla. Je-li pronásledován člověkem, nebo žije-li v rušnějších oblastech, může přesunout těžiště své aktivity na soumrak a noc. Podobně jako jiné kuny je poměrně čilý a v průměru urazí 6,5–12 km denně. Dokáže výborně skákat. V zimě, když klesne teplota hluboko pod bod mrazu, může sobol na několik dní upadnout do jakéhosi klidového stádia, vzdáleně připomínajícího zimní spánek. Sobol je samotářské zvíře. Každý jedinec má jedno nebo více doupat a nor, které jsou obvykle umístěny pod kameny, padlými stromy nebo kořeny. V doupěti je hnízdo, jež je vystláno suchým listím a srstí.

### Rozmnožování
Páření probíhá nejčastěji od konce června do půlky srpna poté, co je odstaven jarní vrh mláďat. Projevuje se to zvýšenou hlasovou aktivitou samic, která láká samce, a vytvářením rýh a žlabů v zemi provázené častým močením samců. Páry pak nějakou dobu tráví spolu, hrají si, předstírají zápas. Březost se vyznačuje dlouhým obdobím klidu tzv. latence, kdy se plod nevyvíjí. To trvá zhruba 7 a půl měsíce. Skutečná březost pak probíhá asi 25–35 dní. Mláďata se rodí obvykle v dubnu. Počet mláďat je 1–7, nejčastěji však 2–4. Mláďata váží při narození zhruba 30 g. Samice je kojí 7 týdnů. Samice (výjimečně i samec) je pak ještě nějakou dobu krmí. Poté migrují a hledají si vlastní území. Mláďata pohlavně dospívají ve věku zhruba 2 let. Soboli se dožívají 8-18 let. Průměrný věk v zajetí chovaných jedinců je 15 let, v přírodě je to většinou podstatně méně. "Dětská" úmrtnost v divočině je vysoká a jen asi 5 % zvířat se dožije vyššího věku než 3 roky. I to je jeden z důvodů, proč má podstatně pomalejší obnovu populace než jiné druhy kun.
Teritorium sobola má obvykle několik set hektarů, ale může mít až 6000 ha. Samec své území brání před ostatními samci, ale se samicemi může jeho část sdílet.

### Potrava
Sobol asijský je predátor a všežravec. Loví především malé hlodavce, různé druhy myší, myšic a hrabošů. Dále burunduky a veverky. Může si troufnout i na zajíce, králíky, lasice, hranostaje. Plazy loví spíše výjimečně. Poměrně často loupí ptačí vejce. Loví i nepozorné ptáky, nepohrdne ani hmyzem, např. vosami. Poměrně velkou část jeho potravy tvoří různá semena (hlavně borovice sibiřská – Pinus sibirica) a bobule. Když je zima krutá, může si dělat zásoby ve svém doupěti.

## Predace, nemoci
Sobol je sice dobře vybaven na svou obranu - je mrštný, má ostré zuby a drápy a dobře běhá -, ale přesto má několik přirozených nepřátel. Soboly loví či zabíjí výr velký, orli a někteří další dravci. Může se stát kořistí své blízké příbuzné charzy žlutohrdlé nebo rosomáka. Mladé jedince dokáže zahubit kočka divoká či liška. Velcí predátoři jako rys nebo vlk jsou schopni zabít jedince jakéhokoliv věku.
Sobol trpí různými nemocemi a parazity. Někdy může mít organismus doslova zamořen parazitickými červy. Dále trpí na encefalitidu a střevní kokcidiózu. Je jedna z mála kunovitých šelem, u níž může epidemie vést k vymizení lokální populace (epizootie).

## Kidas
Kříženec sobola asijského a kuny lesní je nazýván kidas nebo kidus. Jedná se o jednoho z několika možných hybridů mezi kunovitými šelmami (další jsou například kříženci mezi norky evropskými a tchoři tmavými či mezi tchoři stepními a kolonoky), ačkoliv ohledně jeho existence a zařazení stále panují určité pochybnosti. Kidasové se vyskytují především v oblasti Uralu. Samci jsou neplodní, samice mohou mít za jistých okolností potomky. Znakem kidasů je světlá hlava, ohraničená hrudní skvrna a proporce na pomezí obou zkřížených druhů. Nemusí však jít o pravidlo, někteří jedinci mohou být zcela osobití.

## Sobol a člověk, ohrožení
Sobol asijský patří mezi nejcennější kožešinová zvířata (spolu s ním ještě sobol americký, bobr, činčila, norek, vydra mořská, říční i severoamerická). To vedlo k tomu, že byl již od starověku hojně loven. Například v roce 1600 (Čerkassov uvádí 1594) poslal ruský car do Vídně 40 363 sobolích kožešin a v 18. století se jen na trzích v oblasti Uralu každoročně obchodovalo se statisíci kožešinami. Jeho lov byl ale tak intenzivní, že do začátku 1. světové války stál druh na pokraji vyhubení. Během 1. světové války vymizel ze severovýchodní Evropy. Vláda SSSR poté (1935) přistoupila k ochranným opatřením, sobol se začal chovat na farmách nejen pro kožešinu, ale i kvůli reintrodukci. Výsledkem bylo opětné namnožení zvířete ve volné přírodě a následné povolení řízeného lovu. V současnosti se na Sibiři loví minimálně 15 000 sobolů ročně. Dalších 10 000 – 20 000 "vyprodukují" kožešinové farmy. Na ochranu sobola v oblasti Bajkalu měl velký vliv ruský zoolog českého původu Zenon Francevič Svatoš (1886–1949). Podílel se na založení Barguzinského zapovědniku (rezervace), kde zavedl přísnou ochranu těchto v té době (1916) téměř vyhubených šelem, chytal pytláky a dohlížel na to, aby se soboli do oblasti vrátili zpět.
Ačkoliv byl masivně loven pro svou kožešinu a areál jeho rozšíření se fragmentoval, stále jde o početný druh a podle norem IUCN je veden jako málo dotčený. V jižních částech svého areálu je jeho populace více ohrožená. Celkový populační trend je neznámý. V současnosti se odhaduje celkový počet jedinců na 1–1,3 miliony.
Soboli byli loveni do pastí, stříleni nebo pronásledováni pomocí loveckých psů. Když je sobol zahnán do úzkých, je velmi agresivní a psům se neohroženě postaví.
Sobol je zcela výjimečně chován jako domácí zvíře. Pokud je odebrán od matky včas, dá se do určité míry ochočit. V mladém věku je velmi hravý, mrštný, šplhavý a skákavý a tomu je třeba uzpůsobit jeho výběh. Když zestárne, většinu dne prospí a proleží, aktivní je převážně v noci.
Sobol je heraldickým zvířetem mnoha ruských oblastí a měst především ze Sibiře.
V ČR není sobol chován v žádné zoologické zahradě ani zooparku.